# Mercat del Vendrell
El Mercat del Vendrell és una obra del municipi del Vendrell protegida com a bé cultural d'interès local.

## Descripció
És un edifici aïllat que té quatre portes d'accés, una a cada banda, i una teulada amb doble vessant. Les cares laterals són compostes per una gran portalada d'arc de mig punt, vuit cossos separats per pilastres adossades que contenen unes finestres aparellades amb arc de mig punt, i per un gran sòcol. La cara de davant i la de darrere són formades per una gran portalada, al centre, d'arc de mig punt i per un grup de tres finestres semicirculars per banda col·locades de forma inclinada. Totes les portes d'accés tenen una reixa de ferro forjat. Destaca també una cornisa a la part superior. Coberta a dues vessants, amb teules de ceràmica vidriada. L'edifici és arrebossat i pintat de color blanc, la qual cosa impedeix veure els materials que el componen.

## Història
Fou construït el 1887, quan S.M. Álvarez i Fuster fou diputat provincial al segle passat. En un primer moment fou propietat particular, però en 1901 passà a ser propietat de l'Ajuntament.